# 前田利明
前田 利明（まえだ としあき）は、江戸時代前期の大名。加賀国大聖寺藩の第2代藩主。

## 生涯
寛永14年（1637年）12月14日、加賀藩2代藩主・前田利常の庶子（五男）として金沢に生まれる。万治2年（1659年）、兄で大聖寺藩初代藩主であった前田利治の養子となり、翌万治3年（1660年）に利治が死去したため跡を継ぐ。
治水工事や新田開発、用水路改修や製紙業の導入など、富国政策を重視して藩政を確立した名君であった。元禄5年（1692年）5月13日に死去し、跡を子の利直が継いだ。
1917年（大正6年）11月17日、贈正四位。

## 系譜
父母
- 前田利常（実父）
- 栗、南嶺院 ー 長連龍の娘、側室（実母）
- 前田利治（養父）

正室、継室
- 亀姫、法泉院 ー 上杉定勝の娘（正室）
- 勢幾、慈眼院 ー 本多忠義の娘（継室）

子女
- 前田万吉（長男）生母は法泉院（正室）
- 前田杢之助（次男）生母は慈眼院（継室）
- 前田利直（三男）生母は慈眼院（継室）
- 前田利昌（四男）生母は慈眼院（継室）
- 菊姫 ー 松平信庸継室、生母は慈眼院（継室）
- 松 ー 水野忠周正室、生母は慈眼院（継室）
- 友、秋林院 ー 南部通信正室、生母は慈眼院（継室）
- 佐野、実相院 ー 溝口重元正室、生母は慈眼院（継室）